# Casa Dolors Alesan de Gibert
La Casa Dolors Alesan de Gibert és un edifici situat al passeig de Sant Joan, 110 de la Dreta de l'Eixample de Barcelona, inclòs a l'Inventari del Patrimoni Arquitectònic de Catalunya.

## Història
Va ser projectada el 1902 per l'arquitecte Enric Fatjó i Torras per a Dolors Alesan i Claparols, casada amb Francesc Xavier Gibert i Pla.

## Descripció
És un edifici de planta baixa i cinc pisos. L'accés principal, centrat en la façana, comunica amb una zona de vestíbul que conté el celobert i l'escala que dona accés als pisos superiors. La façana té una composició simètrica d'obertures en quatre eixos verticals. En els eixos laterals apareixen unes tribunes de pedra que abracen els dos primers pisos i fan de balcó del tercer. Els dos eixos centrals tenen balconeres, unides per un balcó corregut en els dos primers nivells. L'última planta s'obre amb vuit balconeres a mode de galeria unides, de dos en dos, per balcons semicirculars.
El coronament té una barana calada correguda a tota l'amplada amb elements escultòrics. Aquesta integra en la part central una part cega considerablement sobreelevada i rematada per una cornisa arquejada. Aquest parament cec serveix de fons per recolzar un gran medalló amb l'any de construcció, profusament orlat, i un medalló de coronament que remata el conjunt per dalt. La coberta és plana amb terrat, del qual surt un àtic prudencialment retirat de la façana. De l'exterior destaquen les baranes de pedra dels balcons formats per grups escultòrics amb al·legories a la música i elements naturalistes.
Es conserven vitralls emplomats amb vidres de colors a les tribunes i a les finestres del celobert. L'interior reflexa en bona part els criteris presents a la façana; cuidat treball de serralleria i elements de vidre i fusta de clara influencia modernista per una banda, però moderació en els colors per l'altra.
En aquest edifici sobresurt la presència d'elements decorats amb formes vegetals típiques del modernisme en tota la façana, especialment en les mènsules dels balcons o en els medallons de les claus.